# Matej Čuješ
Matej Čuješ (1967) è un ex sciatore alpino sloveno che gareggiò per la nazionale jugoslava.

## Biografia
Sciatore polivalente, Čuješ ai Campionati jugoslavi vinse la medaglia di bronzo nella combinata nel 1987 e gareggiò anche in Coppa Europa; non prese parte a rassegne olimpiche e non ottenne risultati di rilievo in Coppa del Mondo o ai Campionati mondiali. Dopo il ritiro è diventato skiman prima nei quadri della Federazione sciistica degli Stati Uniti, poi in quella del Belgio seguendo in particolare Armand Marchant.

## Palmarès

### Campionati jugoslavi
- 1 medaglia (dati parziali)[1]:
  - 1 bronzo (combinata nel 1987)